# Bielawy (Zamość)
Bielawy – przysiółek wsi Zamość w Polsce, położony w województwie kujawsko-pomorskim, w powiecie nakielskim, w gminie Szubin.
Przysiółek wchodzi w skład sołectwa Zamość.
W latach 1975–1998 przysiółek należał administracyjnie do województwa bydgoskiego.